# سويتشي ماسو
سويتشي ماسو (باليابانية: 間瀬 秀一) (مواليد 22 أكتوبر 1973)، هو لاعب كرة قدم ياباني سابق كان يلعب كمهاجم.

## وصلات خارجية
- سويتشي ماسو على موقع قاعدة بيانات كرة القدم.إي يو (الإنجليزية)
- سويتشي ماسو على موقع Soccerway.com (الإنجليزية)
- سويتشي ماسو على موقع عالم كرة القدم.نت (الإنجليزية)

- J.League Data Site (باليابانية)